# Gafarró de Salvadori
El gafarró de Salvadori (Crithagra xantholaema) és un ocell de la família dels fringíl·lids (Fringillidae).

## Hàbitat i distribució
Habita zones àrides d'Etiòpia.